# Крайські Пасіки
Крайські Пасіки (біл. вёска Крайскі Пасекі) — село в складі Вілейського району Мінської області, Білорусь. Село підпорядковане Ольковицькій сільській раді, розташоване в північній частині області.

## Історія
У 1921–1945 роках маёнтак знаходилось у Польщі, у Вільнюськім воєводстві, Вілейського повіту, у гміні Ілля.
У міжвоєнний період тут містилася гауптвахта Корпусу Охорони Кордону (KOP)

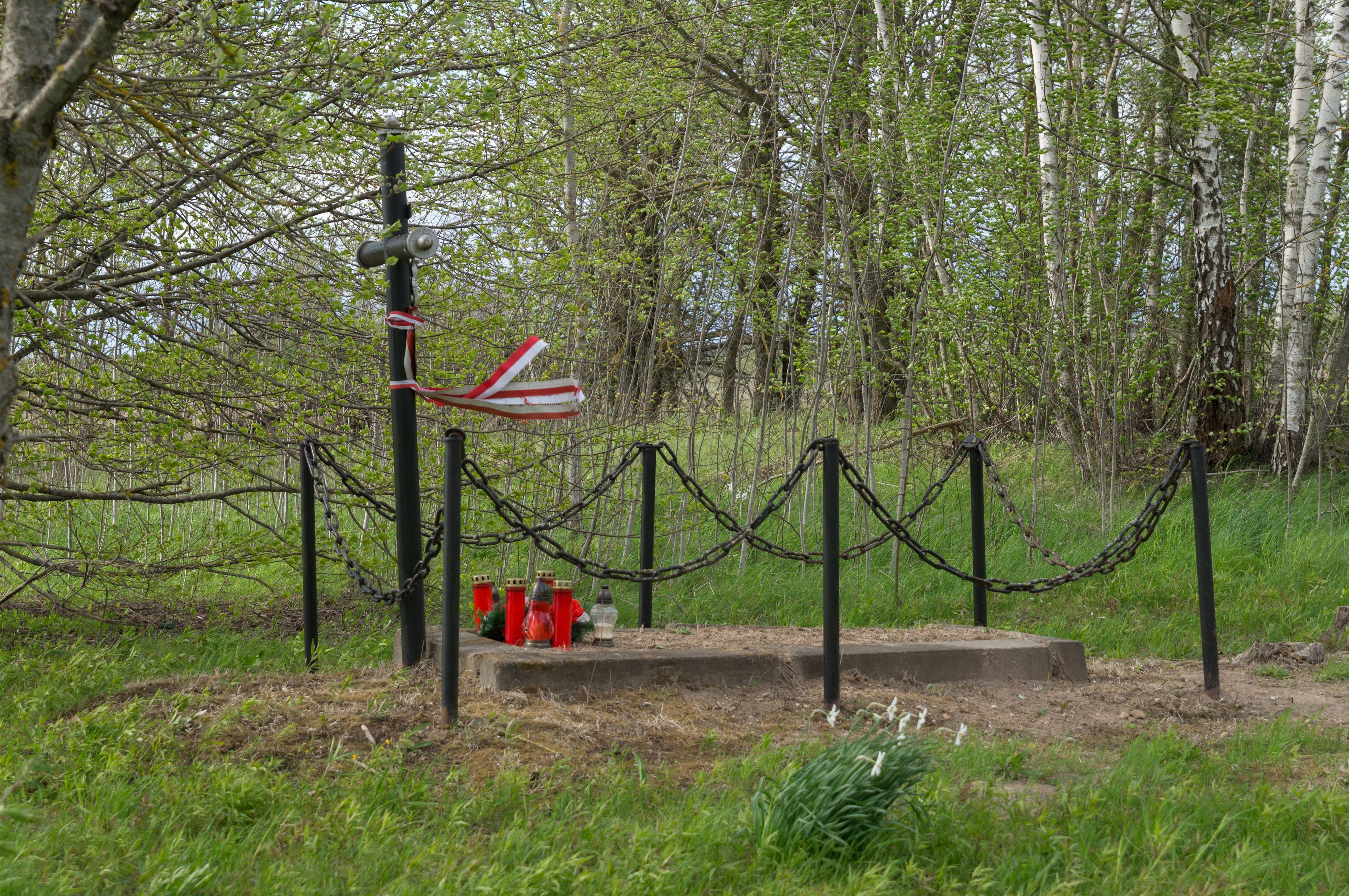
Крайскія Пасекі. Магіла польскіх памежнікаў 01

## Населення
- 1921 рік — 66 людини, 10 будинків[1].
- 1931 рік — 73 людини, 9 будинків[2].